# تريفلوزال
تريفلوزال (بالإنجليزية: Triflusal)‏ هو دواء مضاد للصفيحات. يتكون هذا الدواء من جزيء صغير بتركيبة مشابهة لتركيبة الأسبرين ولكنه ليس أحد مشتقاته. يتميز هذا الدواء بعدم تأثيره على حمض الأراكيدونيك داخل الجسم. ويعد الدواء في غاية الأهمية للمصابين بالجلطات، حيث يقلل من قابلية الدم للتخثر. ويتميز الدواء كذلك بنسبة أقل من كثير من الأدوية في التسبب بنزيف. وبرغم أن الدواء يباع في العديد من البلدان إلا أنه لم يحصل على الفسح في كندا من قبل هيئة الغذاء والدواء الكندية أو صحة كندا.

## آلية العمل
يقوم الدواء بتثبيط إنزيم كوكس1 في الصفائح الدموية مما يمنع تكوين ثرومبوكسين ب2. لكنه يتميز بعدم تأثيره على حمض الأراكيدونيك وتعزيزه لإنتاج أوكسيد النتريك، المسؤول عن توسيع الأوعية الدموية.